# Trimaran

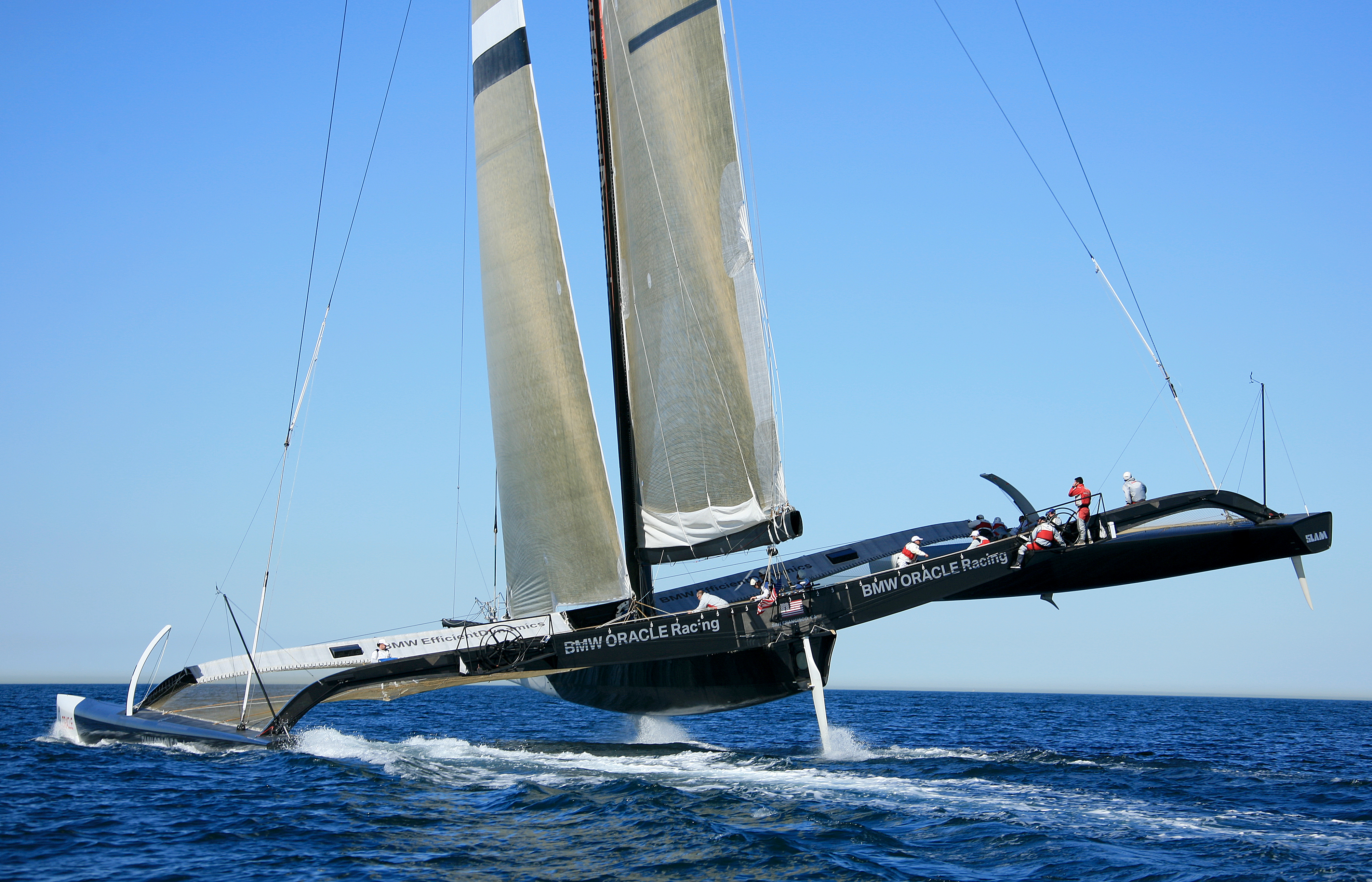
Segeltrimaranen "BMW Oracle" är en extrem kappseglingsbåt av typen BOR90, en 100 fot (30 m) lång båt som kan utrustas med totalt 1560 m² segelyta och har fartresurser upp till 2,5 gånger vindhastigheten.

En Trimaran är en båt med ett huvudskrov och två parallella mindre skrov, så kallade utriggare. Den vanligaste typen av trimaraner är segelbåtar, men de kan även vara motordrivna. Båttypen utrustad för havskappsegling tillhör den mest extrema typen av kappseglingsbåtar med fartresurser vid halvvind upp mot 40 knop.

## Segeltrimaraner
Fördelar och nackdelar med trimaraner jämfört med enskrovsbåtar är i huvudsak de samma som för katamaraner. Generellt sett är trimaraner i frisk vind mycket snabbare än motsvarande enskrovsbåtar, då en lätt trimaran kan ha smala skrov och därmed lågt vågbildningsmotstånd också vid hög fart. Den stora bredden (räknat från tyngdpunkt till utriggare) tillåter också en stor segelyta. Kölbåtar har en tung djup köl för att motverka krängning och blir därmed tyngre och mer djupgående. I låg fart, såsom i lätt vind, dominerar friktionen och då är trimaranens större våtyta en nackdel.
Vikten är mer kritisk för trimaraners prestanda än för konventionella segelbåtars. För att hålla vikten låg trots stora påfrestningar byggs trimaraner i allmänhet med dyra material.
Viktiga prestandafaktorer är lateralplan (centerbord och roder, vilka motverkar avdrift), segelyta, bredd och vikt. Trimaranen har centerbord i huvudskrovet eller i utriggarna. Masten är ofta aerodynamiskt utformad, vridbar och omfångsrik i längsled. Mellan utriggarna och huvudskrovet finns normalt ett nät på vilket besättningen kan röra sig.
Trimaraner använder i vissa fall bärplan för att underlätta gången i vågor. Extrema kappseglingstrimaraner kan stundtals seglas på endast ett skrov, medan normalläget för de flesta trimaraner är med två skrov i vattnet.
Segeltrimaraner har under senare år också blivit alltmer populära som familjebåtar med det centrala skrovet utrustad som en ordinär enskrovsbåt med plats för sovutrymmen och pentryutrymme.
Kappseglingsmodeller är exempelvis: Open 60, Formel 28, Seaon 96, Corsair, SeaCart 30, Farrier och Catri
Cruisingmodeller är exempelvis: Dragonfly, Corsair 36 och Pinta (äldre konstruktion)

## Motortrimaraner

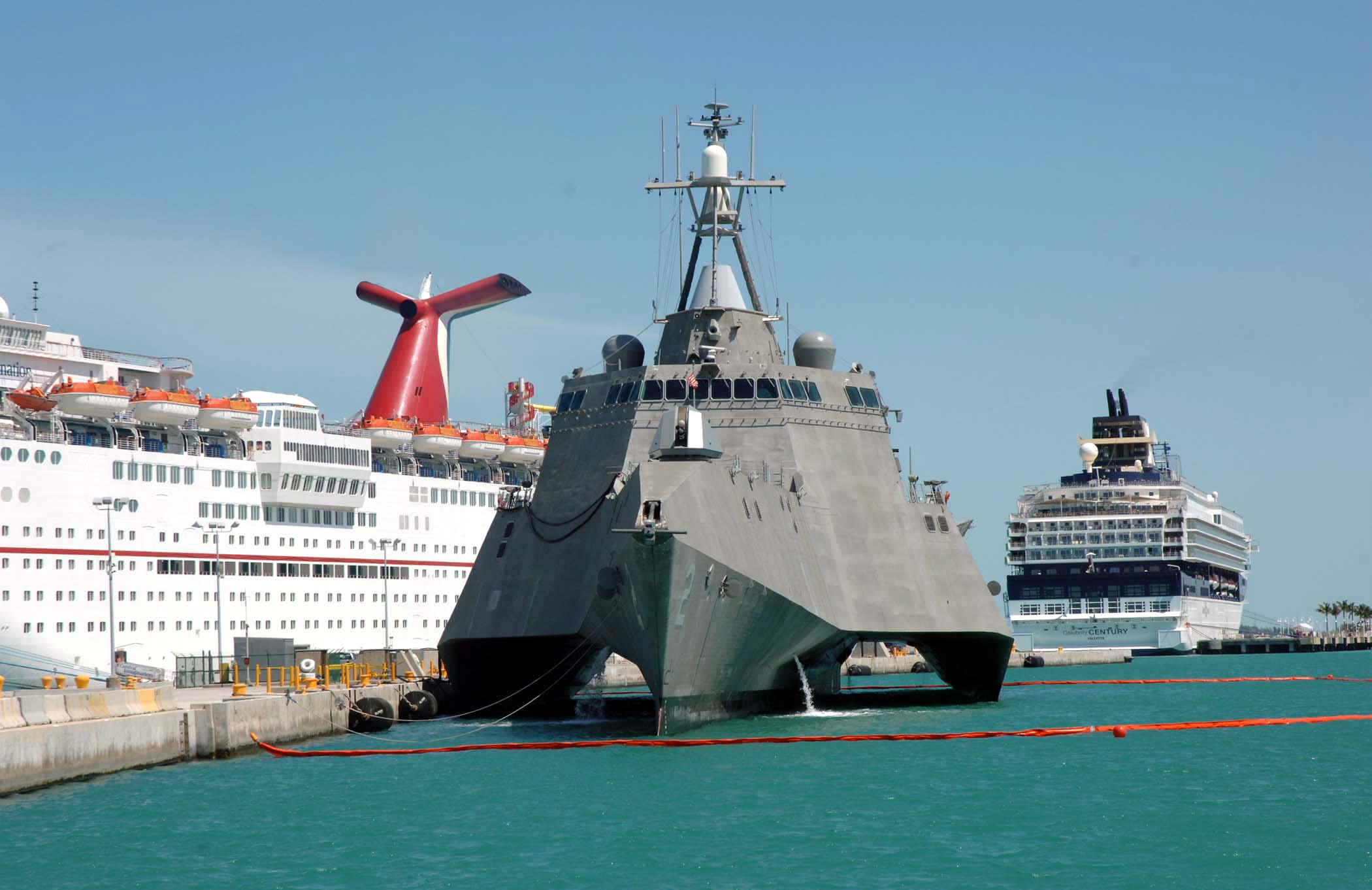
USS Independence

Motortrimaraner utgör ett brett spektrum av fartyg och båtar. USS Independence (LCS-2) är ett exempel på ett örlogsfartyg som är en trimaran. M/Y Ady Gil var en trimaran som 2008 slog världsrekordet för världsomsegling.

## Bildgalleri trimaraner

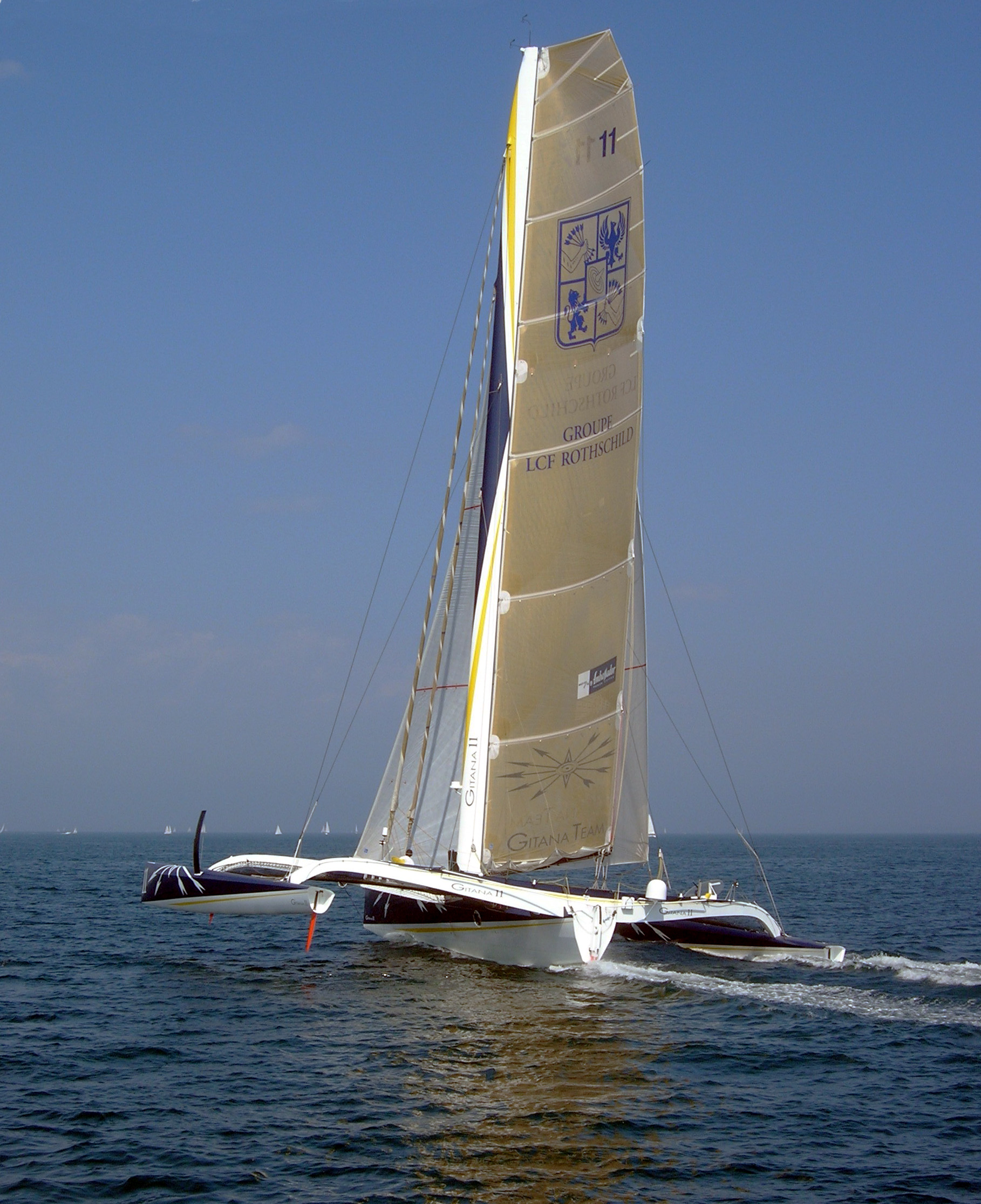
Segeltrimaran
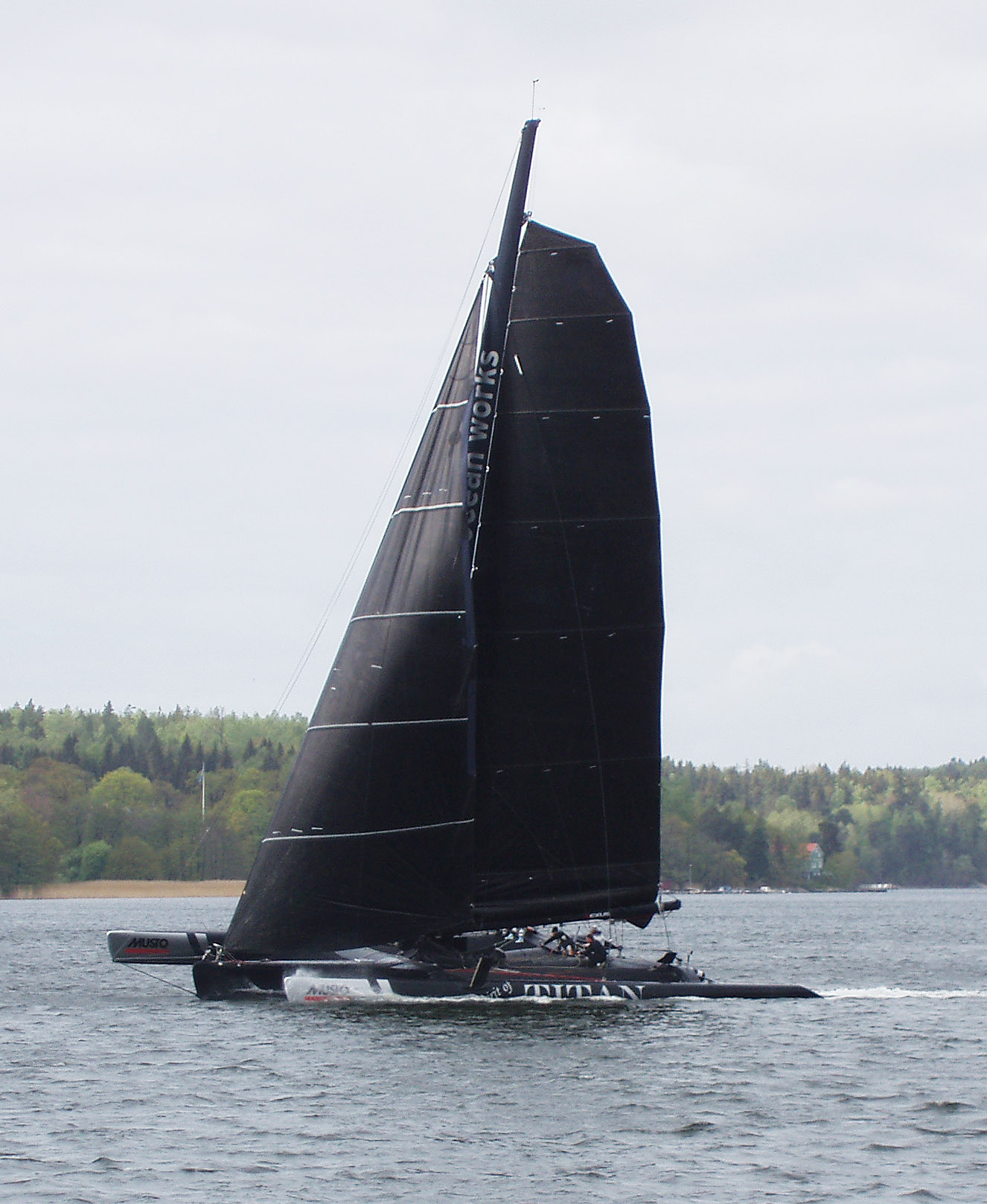
Trimaranen "Spirit of Titan" av typen open ORMA 60 vid Lidingö Runt 2009.
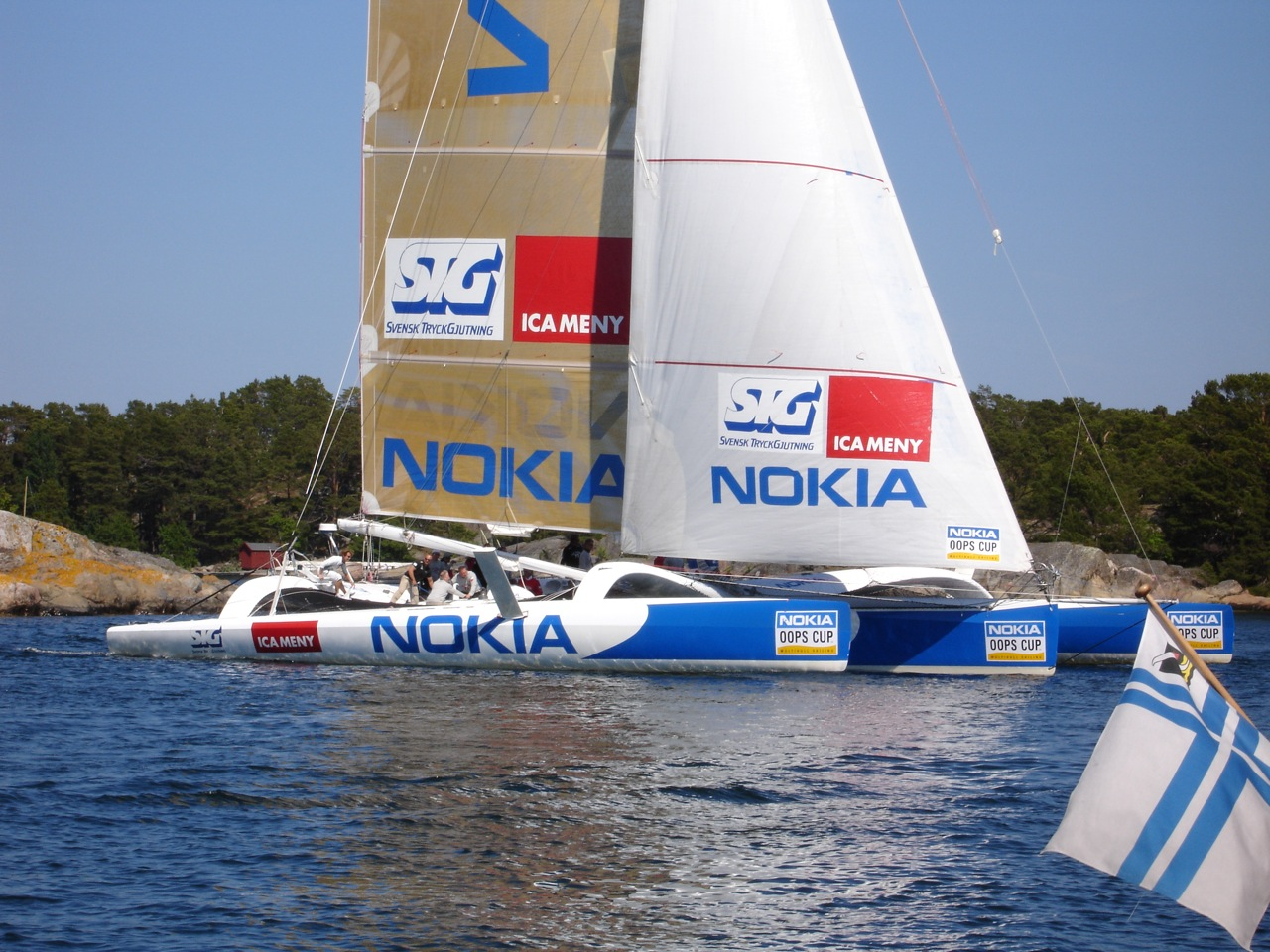
Trimaranen "Nokia" av typen open ORMA 60 i Sandhamn.
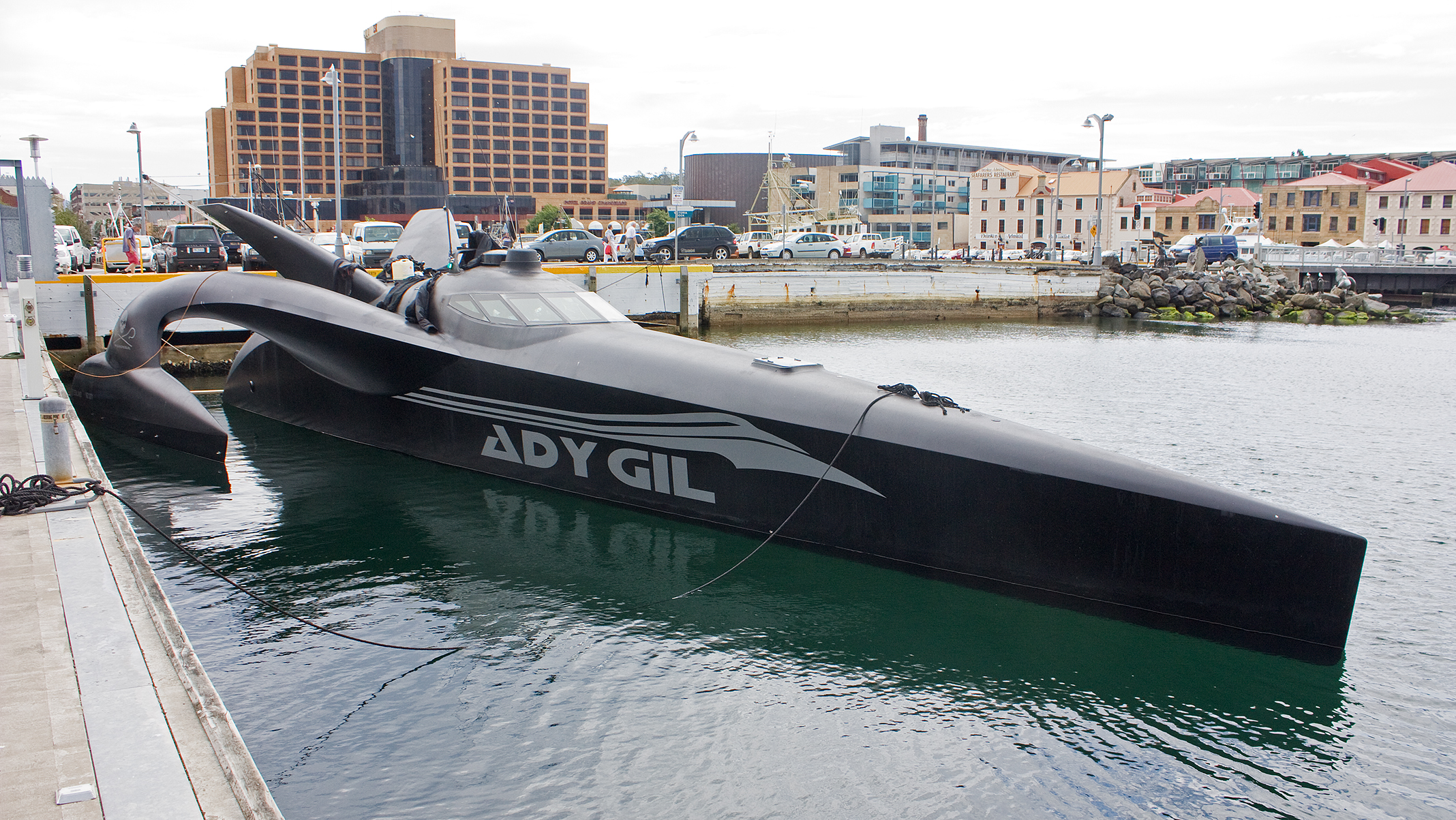
Den motordrivna trimaranen Ady Gil.